# Лэдд, Дэвид
Дэвид Лоуэлл Ледд (англ. David Ladd) (18 сентября 1926 года — 12 октября 1994 года) — бывший высокопоставленный чиновник в Министерстве торговли США, главный советник Министра торговли США по вопросам интеллектуальной собственности (Commissioner of Patents), девятый регистратор Патентного бюро и регистрации авторских прав в США, первый и единственный, кто служил в обеих организациях.

## Биография
Девид Ледд родился в Портсмуте, штат Огайо. Учился в государственных школах Огайо, один год учился в колледже Кеньон (Kenyon College). С 1945 по 1946 годы служил в армии США. Потом учился в Чикагском университете, где получил степень бакалавра искусств, а позднее выучился по специальности «Юриспруденция». В 1961 году президент США Джон Ф. Кеннеди назначил Ледда главой Патентного бюро США . В возрасте 35 лет, он был вторым самым молодым человеком когда-либо возглавлявшим эту организацию. С 1962 по 1963 год Ледд был адъюнкт-профессором права в Джорджтаунском университете округа Колумбия.
В 1963 году вернулся к юридической практики в Чикаго. С 1969 по 1977 год он занимал должность адвоката в юридической фирме в Дейтоне, штат Огайо, большую часть этого периода он служил также в качестве адъюнкт-профессор права в Университете штата Огайо. До прихода на юридический факультет в 1977 году, он, с 1975 по 1977 год, был приглашенным профессором в Университете Майами в Корал-Гейблс, штат Флорида, в качестве профессора патентного права.
Лэдд также читал лекции как в Соединенных Штатах, так и за рубежом по предметам промышленной собственности, он участвовал в издании многочисленных юридических периодических изданий. С 1961 по 1962 год он был представителем США по вопросам консультативного комитета в Международного бюро по охране промышленной собственности в Женеве. Написал в соавторстве статью, которая привела к образованию Всемирной организации интеллектуальной собственности (ВОИС). Кроме того, он был одним из основателей Комитета по международному сотрудничеству в области информационного поиска и экспертиз в патентных ведомствах, служил в составе консультативного совета Американской ассоциации по улучшению изобретений и инноваций.
В качестве работника Commissioner of Patents, Ледд занимался комплексной реорганизацией управления, застал 125-летний юбилей организации и выдачу 3,000,000 патента.
В 1980 году Лэдд сменил Барбару Рингер на должности регистратора. Работая там, Лэдд был активным защитником авторских прав, принял меры, чтобы бюро по охране авторских прав играло активную роль в защите авторских прав в стране.
В июне 1981 года Лэдд в составе делегации посетил Народную Республику Китай. Там он прочитал лекции в Пекине и Шанхае. Во время своего пребывания на посту регистратора он посетил не только Народную Республику Китай, но и Канаду, Японию, Мексику, Сингапур и Тайвань, представляя там Бюро охраны авторских прав США.
В 1984 году Ледд выступил с программной речью на 34-м ежегодном заседании Международной конфедерации обществ авторов и композиторов (CISAC) и был награждён золотой медалью организации за выдающийся вклад в области авторского права и интеллектуальной собственности.
В 1985 году Ледда сменил на посту Donald Curran, а Ледд вернулся к частной юридической практике в компании Вайли, Рейн и Филдинг (Wiley, Rein & Fielding).
В 1987 году он вышел в отставку и умер в своем доме в Александрии, штат Вирджиния, в 1994 году.

## Примечание
1. 1 2  David L. Ladd bio. U.S. Copyright Office. Дата обращения: 10 февраля 2012. Архивировано 15 мая 2012 года.
2. 1 2 3  Saxon, Wolfgang. David L. Ladd Is Dead at 68; Expert on Patents and Copyrights. New York Times (18 октября 1994). Дата обращения: 12 февраля 2012. Архивировано 6 марта 2019 года.
3. ↑  Holland, Bill. Ladd Defends Advocate Role (англ.). — Billboard, 1985.